# Сарыжылга
Сарыжылга (каз. Сарыжылға, до 199? г. — 60 лет Октября) — село в Келесском районе Туркестанской области Казахстана. Входит в состав Ошактинского сельского округа. Код КАТО — 515477880.

## Население
В 1999 году население села составляло 85 человек (42 мужчины и 43 женщины). По данным переписи 2009 года, в селе проживало 300 человек (155 мужчин и 145 женщин).